# Le Cancer (archipel de Pointe-Géologie)
Le Cancer est une île rocheuse de l'archipel de Pointe-Géologie (terre Adélie), situé en mer Dumont-d'Urville au large du continent antarctique.

## Description
Le Cancer (30 m de long et 2 m de haut) se trouve à 250 m à l'est du Taureau, la plus grande des Sept-Îles. Il est situé à 600 m au large du cap des Barres, la pointe nord-ouest de l'île des Pétrels. Avec le Bélier, le Capricorne, les Poissons, le Sagittaire, le Scorpion, et le Taureau, il constitue le groupe des Sept-Îles,.